# Джонсон, Райан
Ра́йан Крэйг Джо́нсон (англ. Rian Craig Johnson, род. 17 декабря 1973, Силвер-Спринг, Мэриленд — американский кинорежиссёр и сценарист, известный в первую очередь благодаря фильму «Звёздные войны: Последние джедаи», серии «Озимандия» из сериала «Во все тяжкие» и франшизе «Достать ножи».

## Биография
Родился в Силвер-Спринг, Мэриленд, вырос в городе Сан-Клементе, округ Ориндж, Калифорния. Учился в Университете Южной Калифорнии, окончил там Школу киноискусств в 1996 году. За свой дебютный фильм «Кирпич» Джонсон получил Специальный приз жюри за «оригинальное видение» на кинофестивале «Сандэнс» 2005 года.

## Фильмография

### Полнометражные фильмы
| Год  | Фильм                                           | Режиссёр | Сценарист | Продюсер       | Примечания     |
| ---- | ----------------------------------------------- | -------- | --------- | -------------- | -------------- |
| 2005 | Кирпич                                          | Да       | Да        |                |                |
| 2008 | Братья Блум                                     | Да       | Да        |                |                |
| 2010 | The Mountain Goats: Существование будущего мира | Да       |           |                | Документальный |
| 2012 | Петля времени                                   | Да       | Да        |                |                |
| 2017 | Звёздные войны: Последние джедаи                | Да       | Да        |                |                |
| 2019 | Достать ножи                                    | Да       | Да        | Да             |                |
| 2022 | Достать ножи: Стеклянная луковица               | Да       | Да        | Да             |                |
| 2023 | Честная игра                                    |          |           | Исполнительный |                |
| 2023 | Американское чтиво                              |          |           | Исполнительный |                |
| 2025 | Достать ножи: Проснись, мертвец                 | Да       | Да        | Да             |                |

### Короткометражные фильмы
| Год  | Название                                           | Режиссёр | Сценарист |
| ---- | -------------------------------------------------- | -------- | --------- |
| 1990 | Ниндзя Ко, мастер оригами                          | Да       | Да        |
| 1997 | Злой демон из ада!!!                               | Да       | Да        |
| 2001 | Бен Бойер и феноменология автомобильного брендинга | Да       |           |
| 2002 | Психология анализа мечты                           | Да       | Да        |

### Сериалы
| Год       | Название            | Режиссёр | Сценарист      | Исполнительный продюсер | Примечания |
| --------- | ------------------- | -------- | -------------- | ----------------------- | --- |
| 2010      | Терьеры             | Да       |                |                         | Эпизод: «Явное предначертание» |
| 2010-13   | Во все тяжкие       | Да       |                |                         | 3 эпизода |
| 2014      | Жми на запись на ТВ |          | Да             |                         | Эпизод: «RE: Мусор» |
| 2023-н.в. | Покерфейс           | Да       | Создатель / Да | Да                      | Создатель и исполнительный продюсер (22 эпизода) Режиссёр (3 эпизода) Режиссёр и сценарист (Эпизод: «Рукa мертвецa») Сценарист (Эпизод: «Крюк») |
| 2024-н.в. | Задача трёх тел     |          |                | Да                      | 8 эпизодов |
| TBA       | Белые               |          |                | Да                      | |
| TBA       | Гольф               |          |                | Да                      | |

### Режиссёр музыкальных видео
| Год  | Исполнитель        | Песня       |
| ---- | ------------------ | ----------- |
| 2008 | The Mountain Goats | Woke Up New |
| 2018 | LCD Soundsystem    | Oh Baby     |

### Режиссёр рекламы
- «Вне закона»

В 2020 году срежиссировал ролик Look Closer для Pokémon Go Fest.